# Анхель Лафіта
Анхель Лафіта (ісп. Ángel Lafita, нар. 7 серпня 1984, Сарагоса) — іспанський футболіст, що грав на позиції півзахисника.
Виступав, зокрема, за клуб «Реал Сарагоса».

## Ігрова кар'єра
Народився 7 серпня 1984 року в місті Сарагоса. Вихованець футбольної школи клубу «Реал Сарагоса».
У дорослому футболі дебютував 2003 року виступами за команду «Реал Сарагоса Б», у якій провів два сезони, взявши участь у 25 матчах чемпіонату. 
Згодом з 2005 по 2009 рік грав у складі команд «Реал Сарагоса» та «Депортіво».
Своєю грою за останню команду знову привернув увагу представників тренерського штабу клубу «Реал Сарагоса», до складу якого повернувся 2009 року. Цього разу відіграв за клуб з Сарагоси наступні три сезони своєї ігрової кар'єри. Більшість часу, проведеного у складі сарагоського «Реала», був основним гравцем команди.
Протягом 2012—2016 років захищав кольори клубу «Хетафе».
Завершив ігрову кар'єру у команді «Аль-Джазіра», за яку виступав протягом 2016—2017 років.

## Статистика виступів

### Статистика клубних виступів
| Сезон                     | Команда                   | Чемпіонат                 | Чемпіонат | Чемпіонат | Національний кубок | Національний кубок | Національний кубок | Континентальні кубки | Континентальні кубки | Континентальні кубки | Інші змагання | Інші змагання | Інші змагання | Усього | Усього |
| Сезон                     | Команда                   | Ліга                      | Ігор      | Голів     | Ліга               | Ігор               | Голів              | Ліга                 | Ігор                 | Голів                | Ліга          | Ігор          | Голів         | Ігор   | Голів  |
| ------------------------- | ------------------------- | ------------------------- | --------- | --------- | ------------------ | ------------------ | ------------------ | -------------------- | -------------------- | -------------------- | ------------- | ------------- | ------------- | ------ | ------ |
| 2005–06                   | «Реал Сарагоса»           | ПД                        | 13        | 0         | -                  | -                  | -                  | -                    | -                    | -                    | -             | -             | -             | 13     | 0      |
| 2006–07                   | «Реал Сарагоса»           | ПД                        | 28        | 1         | -                  | -                  | -                  |                      | -                    | -                    | -             | -             | -             | 28     | 1      |
| 2007–08                   | «Депортіво»               | ПД                        | 24        | 3         | КІ                 | 2                  | 0                  | -                    | -                    | -                    | -             | -             | -             | 26     | 3      |
| 2008–09                   | «Депортіво»               | ПД                        | 32        | 8         | КІ                 | 2                  | 0                  | КІ+КУЄФА             | 2+7                  | 1+0                  | -             | -             | -             | 43     | 9      |
| лип.-серп. 2009           | «Депортіво»               | ПД                        | 1         | 0         | -                  | -                  | -                  | -                    | -                    | -                    | -             | -             | -             | 1      | 0      |
| Усього за «Депортіво»     | Усього за «Депортіво»     | Усього за «Депортіво»     | 57        | 11        |                    | 4                  | 0                  |                      | 9                    | 1                    |               | -             | -             | 70     | 12     |
| серп. 2009–10             | «Реал Сарагоса»           | ПД                        | 24        | 3         | КІ                 | 2                  | 1                  | -                    | -                    | -                    | -             | -             | -             | 26     | 4      |
| 2010–11                   | «Реал Сарагоса»           | ПД                        | 30        | 4         | КІ                 | 2                  | 0                  | -                    | -                    | -                    | -             | -             | -             | 32     | 4      |
| 2011–12                   | «Реал Сарагоса»           | ПД                        | 37        | 3         | КІ                 | 2                  | 0                  | -                    | -                    | -                    | -             | -             | -             | 17     | 0      |
| Усього за «Реал Сарагоса» | Усього за «Реал Сарагоса» | Усього за «Реал Сарагоса» | 134       | 11        |                    | 6                  | 1                  |                      | -                    | -                    |               | -             | -             | 140    | 12     |
| 2012–13                   | «Хетафе»                  | ПД                        | 26        | 2         | КІ                 | 4                  | 0                  | -                    | -                    | -                    | -             | -             | -             | 30     | 2      |
| 2013–14                   | «Хетафе»                  | ПД                        | 29        | 7         | КІ                 | 3                  | 1                  | -                    | -                    | -                    | -             | -             | -             | 32     | 8      |
| 2014–15                   | «Хетафе»                  | ПД                        | 15        | 2         | КІ                 | 1                  | 0                  | -                    | -                    | -                    | -             | -             | -             | 16     | 2      |
| 2015-січ. 2016            | «Хетафе»                  | ПД                        | 14        | 3         | КІ                 | 0                  | 0                  | -                    | -                    | -                    | -             | -             | -             | 14     | 3      |
| Усього за «Хетафе»        | Усього за «Хетафе»        | Усього за «Хетафе»        | 84        | 14        |                    | 8                  | 1                  |                      | -                    | -                    |               | -             | -             | 92     | 15     |
| січ. 2016-2017            | «Аль-Джазіра»             | AGL                       | 0         | 0         | FC+CdP             | 0                  | 0                  | CCG                  | 0                    | 0                    | -             | -             | -             | 0      | 0      |
| Усього за кар'єру         | Усього за кар'єру         | Усього за кар'єру         | 275       | 36        |                    | 18                 | 2                  |                      | 9                    | 1                    |               | -             | -             | 302    | 39     |